# Дриш, Ханс
Ханс Адольф Эдуард Дриш (нем. Hans Adolf Eduard Driesch, 28 октября 1867, Бад-Кройцнах, Южная Германия — 16 апреля 1941, Лейпциг) — немецкий биолог, эмбриолог. Разрабатывал новое направление витализма, духовную проблематику.

## Энтелехия Ханса Дриша
Ханс Дриш решительно выступал против материалистического понимания жизни. Ещё в 1908—1909 годах он дал изложение своей системы витализма и резко обрушился на дарвинизм. Ханс Дриш утверждал, что основная задача биологии заключается в выяснении вопроса: «Зависит ли целесообразность процесса в организмах только от их определенной структуры или архитектуры, от их „машинного характера“ в самом широком смысле слова, подобно тому, как целесообразны процессы в созданных рукой человека машинах; или в основе органической жизни лежит особенный вид целесообразности? Мы должны признать для жизненных явлений особенную, присущую лишь им нерасчленяемую закономерность, результатом которой и является их „целесообразность“».
Этим присущим только жизненным явлениям фактором, по словам Дриша, «может быть признано лишь „интенсивное“ многообразие; выражаясь другими словами, мы можем сказать: как понятие — энтелехия многообразна, как фактор природы — целостна, нераздельна». Обозначая этот фактор термином «энтелехия», Ханс Дриш замечал, что он вполне сознает, как это слово в его толковании получает новое содержание. Но применение данного понятия он все же считает уместным в силу этимологического значения слова «энтелехия», которое означает: заключать в себе цель. «Энтелехия», по мнению Дриша, является тем фактором, благодаря которому живое становится организованным и как таковое отличается от неорганизованного, неживого. Энтелехия — причина всех формообразований, причина осуществления некоторой части возможностей в каждой клетке. Энтелехия предоставляет возможность живому управлять материей для своих целей; от энтелехии зависит гармония между частями, то есть целостность, единство. При этом сама «энтелехия может быть только мыслима. Воспринятыми же могут быть лишь экстенсивные результаты её деятельности».
Концепция энтелехии, предложенная Дришем, подверглась критике со стороны научного сообщества. Биолог Джон Уилфред Дженкинсон писал, что Дриш изобретает новые сущности «без необходимости, и прогрессу науки лучше способствовала бы более простая философия». Зоолог Герберт Спенсер Дженнингс заметил, что концепция Дриша «ни в малейшей степени не помогает нам в понимании вещей».

## Вклад в эмбриологию
Наряду с Вильгельмом Ру (Wilhelm Roux) является одним из пионеров экспериментальной эмбриологии. В опытах на эмбрионах морского ежа Дриш одним из первых открыл явление эмбриональной регуляции. При том, что в интактном зародыше каждый из бластомеров, образующихся после первого деления, формирует половину целого организма, Дриш продемонстрировал, что при изоляции первых двух бластомеров иглокожих каждый из них может сформировать полноценный зародыш, а затем и личинку половинного размера, из которой может развиться нормальный взрослый организм (Driesch, 1891).

## Труды Ханса Дриша
- Entwicklungmechanische Studien. I. Der Werth der beiden ersten Furchungszellen in der Echinodermentwicklung. Experimentelle Erzeugung von Theil- und Doppelbildungen. Z. wiss. Zool. 1891. 53, 1, 160 - 184
- Die Biologie als selbständige Grundwissenschaft, Leipzig 1893, umgearb. 19112;
- Analytische Theorie der organischen Entwicklung, Leipzig 1894;
- Die organischen Regulationen. Vorbereitungen zu einer Theorie des Lebens, 1901;
- The Science and Philosophy of the Organism. The Gifford Lectures delivered before the University of Aberdeen in the Year 1907 and 1908. 2 vols., London 1908, 19292, ND 1979, deutsch als: Philosophie des Organischen. 2 Bände, Leipzig 1909, umgearb. 19212, gekürzt 19284 (sic!), franz. 1921 (mit einem Vorwort von J. Maritain);
- The Problem of Individuality, London 1914;
- Leib und Seele. Eine Prüfung des psychophysischen Grundproblems, Leipzig 1916, verb. 19202, 19233, engl. 1927;
- Das Problem der Freiheit, Leipzig 1917, Berlin/Leipzig 19202;
- Wissen und Denken. Ein Prolegomenon zu aller Philosophie, Leipzig 1919, 19222;
- Das Ganze und die Summe, Leipzig 1921;
- Wie studiert man Philosophie? Ratschläge für Studierende, Leipzig 1922, 19242, erw. 19333;
- Bewusstsein und Unterbewusstsein, in: Deutsche Medizinische Wochenschrift, 1922, 1234—1235; Die Probleme der Naturphilosophie im Rahmen eines Systems, 1922;
- The Possibility of Metaphysics, London 1925, 19262, 19303;
- The Crisis in the Psychology, Princeton 1925, dt. Grundprobleme der Psychologie. Ihre Krisis in der Gegenwart, Leipzig 1926, 19292, griech. 1928, tschech. 1933;
- Die sittliche Tat. Ein moralphilosophischer Versuch, Leipzig 1927, engl. 1927, 19302;
- Der Mensch und die Welt, Leipzig 1928, 19452, engl. 1929, 19302, franz. 1930, tschech. 1933, span. 1960;
- Philosophische Forschungswege. Ratschläge und Warnungen, Leipzig 1930;
- Philosophische Gegenwartsfragen, Leipzig 1933;
- Die Maschine und der Organismus, 1935; Die Überwindung des Materialismus, Leipzig 1935, Zürich 19472;
- Biologische Probleme höherer Ordnung, Leipzig 1940, 19442;